# Zwerchhof

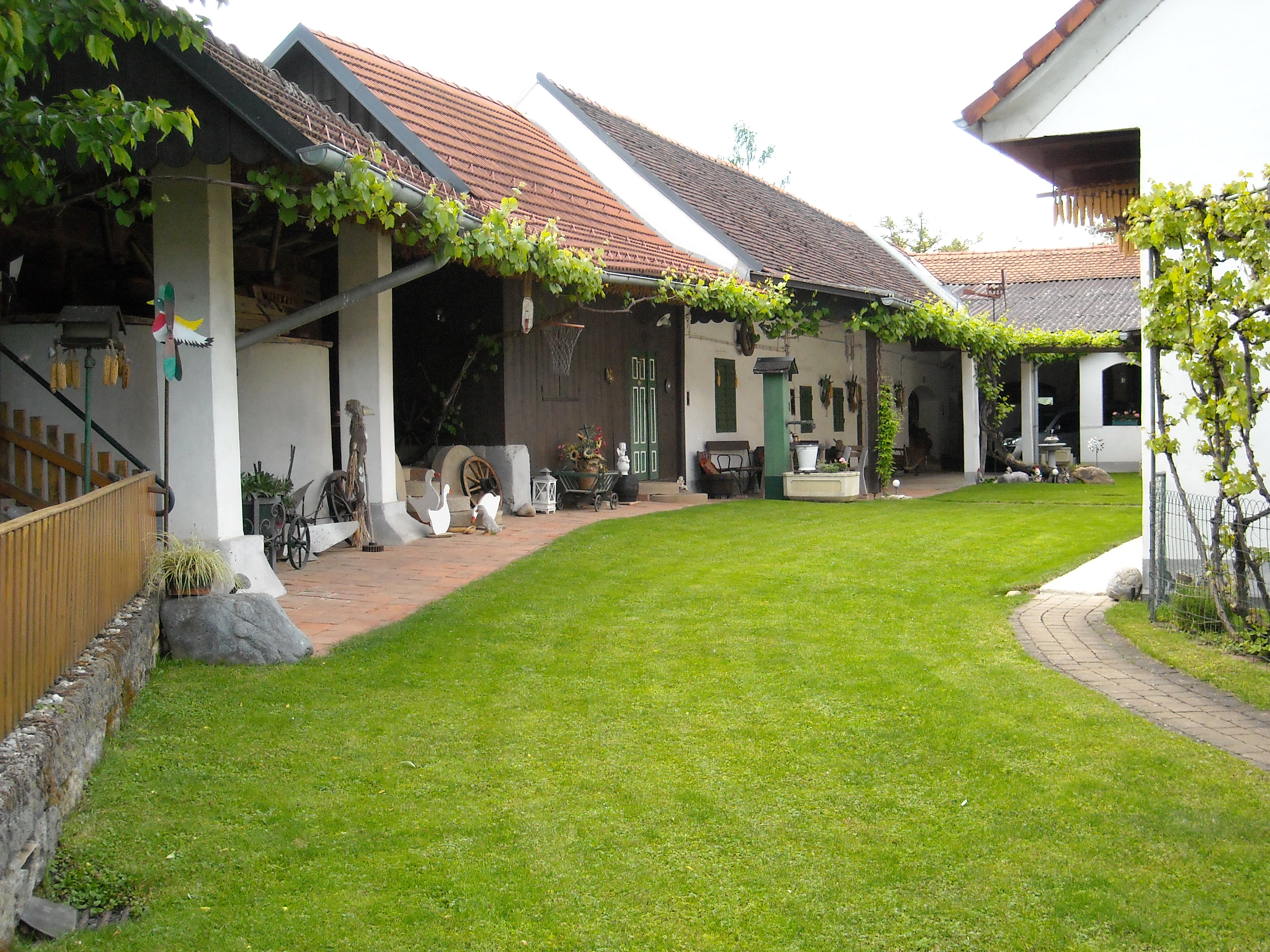
Zwerchhof in der Oststeiermark

Der Zwerchhof ist eine im östlichen und südöstlichen Österreich und weit darüber hinaus verbreitete Form des Bauernhofes mit einem zur Straßenseite quer verlaufendem Gebäude, L-förmig an das Straßenhaus angebaut.

## Etymologie
Der oberdeutsche Ausdruck zwerch bedeutet „quer“, weil das Hauptgebäude L-förmig quer an das Straßengebäude angebaut ist. Ein im deutschen Sprachraums ebenfalls häufiger Begriff ist Hakenhof, der allerdings in anderen Regionen oft nicht die Charakteristika, wie Ausrichtung zur Straße und typische Bauelemente der Zwerchhöfe im östlichen Österreich und Nachbarländern umfasst.

## Bauliche Charakteristika
Bei dieser Form des Mehrseithofes ist der Wohntrakt oder der Wirtschaftstrakt straßenseitig quer an die übrigen Gebäude angefügt. Als Baumaterial überwiegt der Mauerbau. Charakteristisch ist ein Laubengang, ursprünglich eher mit Holzsäulen, später auch als Steinarkaden-Kolonnade entlang dem Quergebäude, manchmal auch in Form einer erhöhten Veranda, der in Österreich Trettn genannt wird. Der heute oft repräsentativ geschmückte und begrünte Trettn entstand ursprünglich als Wetterschutz beim Zugang zu den Wirtschaftsgebäuden im Querhaus und entwickelte sich erst später zum Aufenthaltsbereich im Sommer. Laubengänge sind bei Hakenhöfen anderer Regionen im deutschen Sprachraum nicht üblich.

## Entstehung und Untertypen
Zwerchhöfe entstanden in österreichisch-außeralpinen, böhmisch-mährischen und pannonischen planmäßig angelegten Siedlungsdörfern, wie Anger-, Reihen– und Straßendörfern, in denen an der Straße sehr schmale, aber weit in die Tiefe reichende Hofgrundstücke parzelliert wurden. Das machte es notwendig, Hofeinfahrt und Wohnhaus an der engen Straßenseite nebeneinander zu platzieren, weshalb das Wohnhaus quer zur Straße steht.

### Streckhof

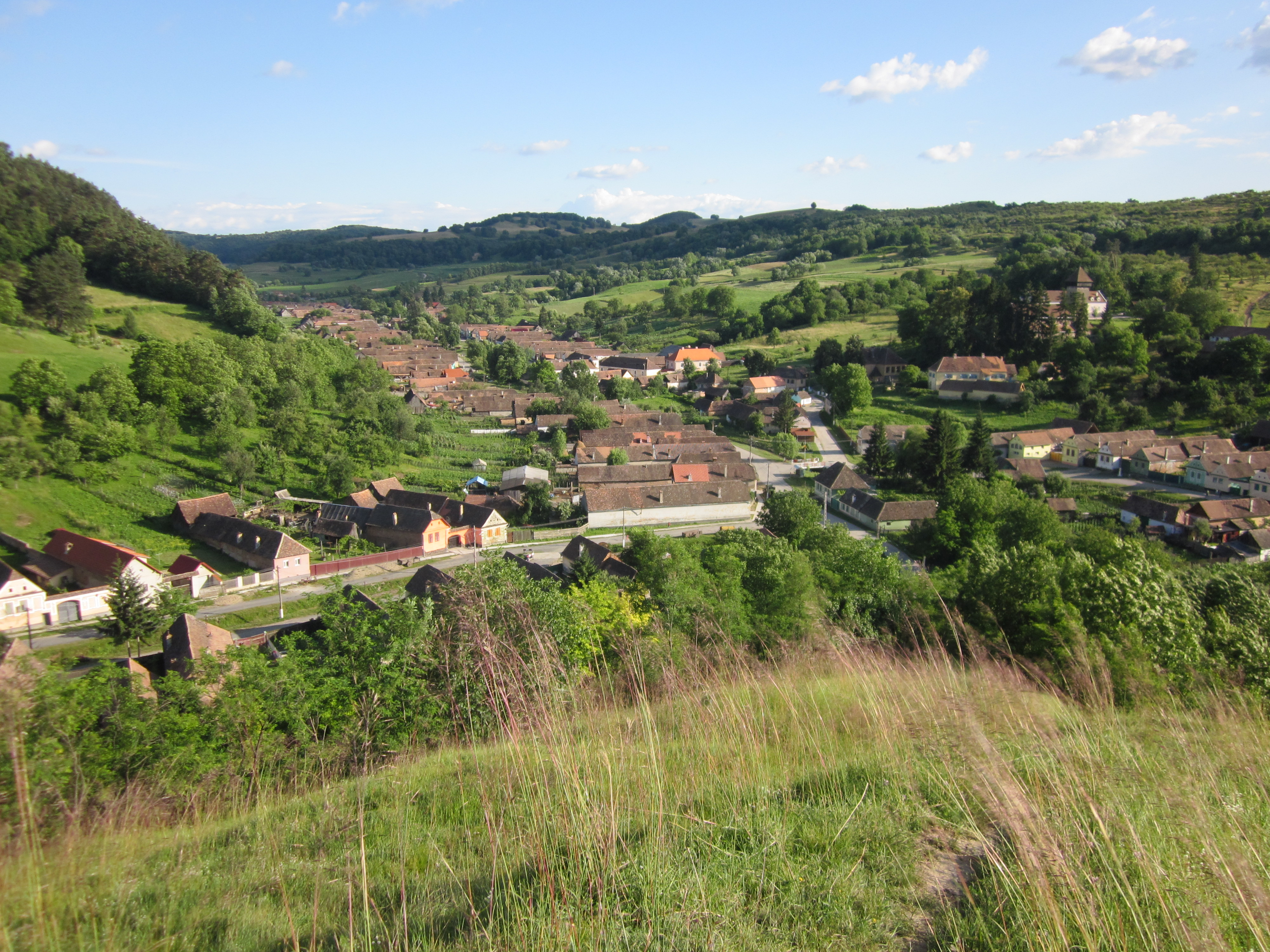
Typische Streckhöfe der Siebenbürger Sachsen in Malmkrog

Der Streckhof ist die ursprünglich entstandene Bauernhofform, bei dem die Nebentrakte (Küche, Speisekammer) und Wirtschaftsgebäude (Ställe, Geräteschuppen, Scheune) oft im Grundstück hinten an das Wohnhaus in einer Linie angebaut wurden. Die Trennung von Wohn- und Küchenbereich bildete sich zumeist erst seit dem Hochmittelalter und von Wohn- und Wirtschaftsbereich (besonders Geräteschuppen und Ställen) oft erst in der Frühen Neuzeit 16.–18. Jahrhundert heraus, womit auch erst jetzt Streckhöfe entstanden. Streckhöfe quer zur Straße mit Toreinfahrt daneben sind die älteste Form des Bauernhauses und in einigen Regionen, wie Ungarn, Slawonien oder Siebenbürgen (besonders im Szeklerland mit charakteristischen verzierten Hoftoren) bis heute die häufigste oder dominierende Variante das Bauernhofes, aber heute fast überall mit Laubengang oder Veranda.

### Zwerchhof
Der Zwerchhof ist eine spätere Weiterentwicklung des Streckhofs, bei dem L-förmig an der Straßenseite in geschlossener Fassade zu den Nachbarhäusern ein Straßengebäude mit Tordurchfahrt an den Hof angefügt wurde. Zwerchhöfe sind besonders in Niederösterreich, der Oststeiermark, Südmähren und benachbarten südöstlichen und östlichen Gebieten Böhmens und Teilen der heutigen Slowakei häufig.

### Hakenhof
Während der Begriff Hakenhof umgangssprachlich oft als Synonym für Zwerchhöfe verwendet wird, bezeichnen Ethnologen eine Variante des Streckhofs, bei den hintere Wirtschaftsgebäude, meist die Scheune (Stadel) im hinteren Grundstück quer (L-förmig, hakenförmig) zum Streckhof errichtet wurde, als Hakenhof oder Hakenstreckhof. Hakenhöfe sind vergleichsweise seltener.

### Doppelhakenhof
Diese dreiseitige Bebauung des Doppelhakenhofs aus Straßenhaus, L-förmig angebautem Hintergebäude mit Laubengang und parallel zum Fronthaus im hinteren Bereich hakenförmig ergänzte Scheune ist eine U-förmige Kombination aus Zwerchhof und Hakenhof, auch Zwerch-Hakenhof genannt.

### Umgekehrter Zwerchhof/Streckhof
Bei diesem Typus befinden sich die Wohnbereiche nicht im vorderen, sondern im hinteren Bereich der Bebauung, also im hinteren Teil des Nebengebäudes, während die Wirtschaftsgebäude im vorderen Teil und beim Zwerchhof im Fronthaus untergebracht sind. Dieser Typus ist besonders in sumpfigen Bach- und Flusstälern häufig, weil die Dorfstraßen hier meistens in der Nähe feuchter Bach- und Flussläufe verlaufen, weshalb der hintere Teil der Grundstücke oft höher liegt und die dort rückwärtig errichteten Wohnbereiche besser geschützt sind. Umgekehrte Streckhöfe sind besonders in den Flussgebieten Ungarns und Slawoniens die absolut dominierende Hofform, manchmal mit Veranden, statt Laubengängen am hinteren Wohnbereich. Während Gärten an den hinteren Zwerchhöfen (hinter dem Hofbereich) meistens eine junge Ergänzung sind, waren sie am umgekehrten Streck- und Zwerchhöfen oft von Anfang an vorhanden.

### Gassenfronthaus
Das Gassenfronthaus ist eine Weiterentwicklung des Zwerchhofes, bei dem der Bereich von Vorderhaus, Nebenhaus und Hof mit einem kompakten Haus unter einem Dach überbaut ist, die dann zwar an der Straßenseite ähnlich schmal, wie Zwerchhöfe wirken, aber oft sehr tief ins Grundstück reichen. Meistens errichteten sie nicht Bauern, sondern Handwerker, Winzer u. a. Nicht-Bauern, weshalb sie meistens keine Toreinfahrt, sondern eine Gassentür besitzen, hinter dem ein langer Flur (Vorhaus) den Wohn- und Arbeitsbereich unterteilt. Im Weinviertel ist er heute der häufigste Landhaustyp.

### Weitere Gebäude
Die Scheunen (Stadel), die meist zuletzt an den Wirtschaftstrakt des Quergebäudes längs (beim Streckhof und Zwerchhof) oder quer (beim Hakenhof und Doppelhakenhof/Zwerch-Hakenhof) stehen, wurden bis Mitte des 19. Jahrhunderts aus Holz, aber mit weit herabgezogenen Dachseiten (Abseiten) gebaut. Dieses Abseitstadel wurde danach durch steinerne Scheunen ersetzt.
Wie in vielen Höfen des 19. Jahrhunderts entstanden auch hier kleine Alterssitze für die Altbauern (Ausgedinge oder Ausnahm), die meistens von einem Garten zur Selbstversorgung umgeben waren.
Neben den üblichen Bauernhöfen existierten auch für fast besitzlose Kleinbauern (Kleinhäusler) und Tagelöhner Häusel bzw. Hütten, die oft wesentlich kleiner waren, auf kleinerer Fläche standen und je nach Möglichkeiten des Grundstücks und Vermögens nicht alle Elemente eines Streck- oder Zwerchhofs umfassten.

## Regionale Verbreitung
Innerhalb des heutigen Österreich sind Zwerchhöfe besonders im östlichen und nordöstlichen Alpenvorland, also in Niederösterreich, der östlichen und südöstlichen Steiermark und den Vororten von Wien und Graz etwa seit dem 17./18. Jahrhundert traditionell, kamen aber im Laufe des 20. Jahrhunderts aus der Mode. Im vormals zum Königreich Ungarn gehörenden Burgenland sind umgekehrte Streckhöfe oft bis heute häufig. In dieser Umgebung wurden auch immer, besonders in größeren Gemeinden, Zwerchhöfe – manchmal verkürzt mit nebenstehendem Hoftor, statt Tordurchfahrt durch das Straßenhaus – gebaut.
Obwohl viele österreichische Volkskundler die bäuerliche Architektur der Streck- und Zwerchhöfe nur innerhalb der Staatsgrenzen beschreiben, hat sich diese Tradition weit darüber hinaus auch in Nachbarländern gebildet. Besonders häufig sind sie bis heute in den Dörfern des südlichen, ebeneren Mähren und in benachbarten südöstlichen und östlichen Teilen Böhmens, also im Südosten des heutigen Tschechien und auch in vielen Regionen der heutigen Slowakei, die von Ende 18. bis Anfang 20. Jahrhundert Oberungarn genannt wurde (vom 16.–Mitte 18. Jahrhundert wurde nur die östliche Slowakei so bezeichnet, die Westhälfte war noch der Nordteil Niederungarns), sowie in der heute zu Slowenien gehörenden Untersteiermark.
In den Ebenen Zentralungarns, Südungarns, des ostkroatischen Slawoniens und des heute zwischen Rumänien und Serbien geteilten Banats, seltener in Zentral-Kroatien sind zumeist umgekehrte Streckhöfe sehr häufig, im rumänischen Siebenbürgen meistens normale Streckhöfe. Wie im Burgenland treten auch hier Zwerchhöfe, besonders in größeren Ortschaften auf. Diese Architektur ist nicht die „ursprüngliche“ Bauernarchitektur dieser Regionen aus dem Mittelalters und 16. Jahrhunderts, die in Slawonien meistens schilfgedeckte, am Karpatenbogen holzgedeckte Holzblockhäuser (siehe Traditionelle Architektur in den Karpaten), in der ungarischen Tiefebene schilfgedeckte Stampflehmhäuser ohne angebaute Neben- und Wirtschaftshäuser waren. Sie breitete sich erst seit der Peuplierung des 18. Jahrhunderts mit ungarischen, schwäbischen, slowakischen und tschechischen Siedlern im 18. Jahrhundert, sowie im 19. Jahrhundert (besonders nach endgültiger Aufhebung der Leibeigenschaft 1848) aus Nordungarn, Österreich, Mähren und Böhmen zahlreich aus und entwickelte sich so zur dominierenden bäuerlichen Architektur zentraler Regionen des Habsburgerreiches.

## Städtische Vorbilder und Weiterentwicklungen

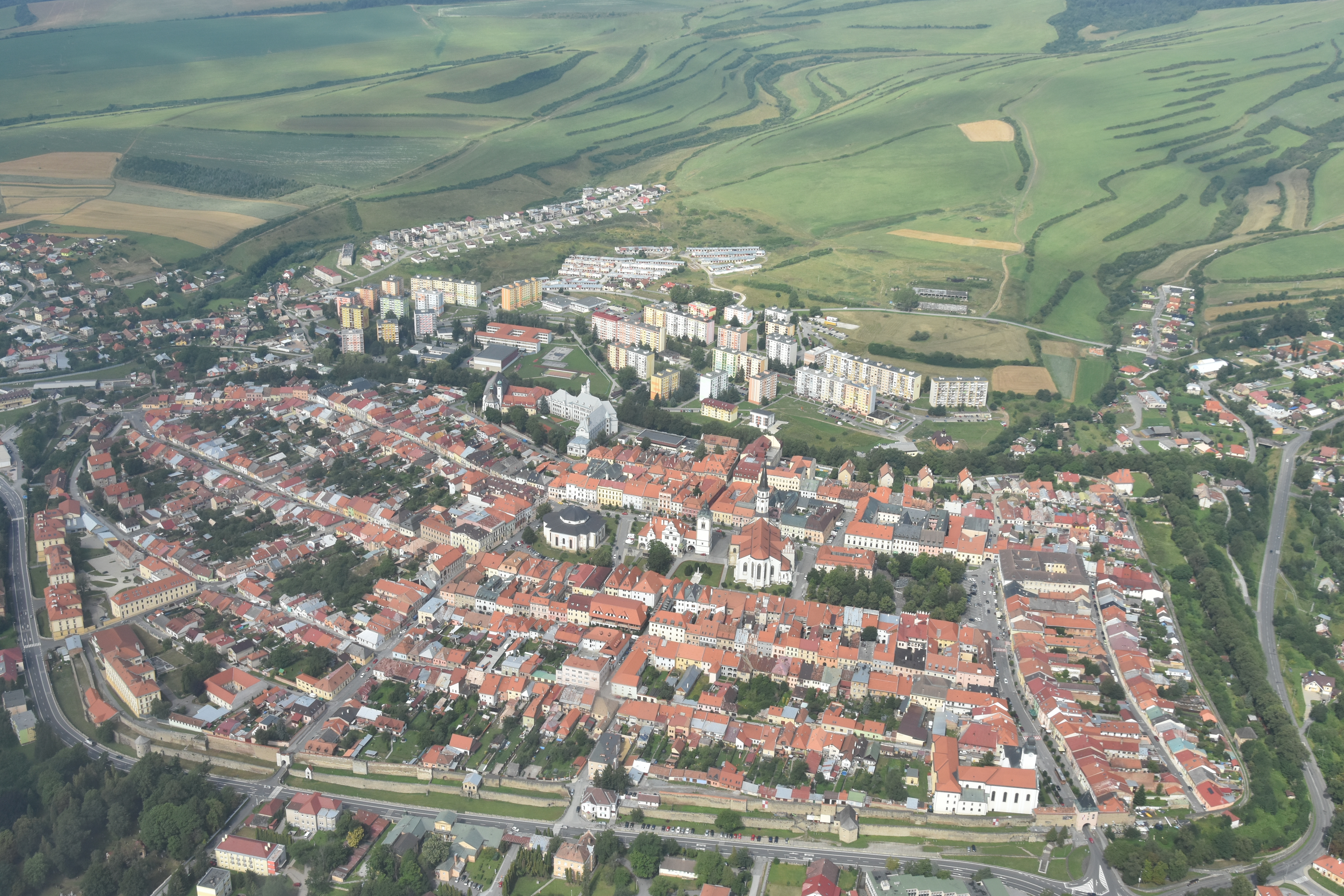
Luftbild von Levoča (Leutschau), Region Zips/Slowakei mit den für viele Altstädte der Regionen typischen engen Grundstücksparzellen, die mit Gassenfronthäusern oder L-förmigen Höfen bebaut sind. Auf der Rückseite der Häuserzeile vor dem Hauptplatz, dessen Häuser im 16.–18. Jahrhundert entstanden, sind Laubengang-Arkaden, auch in höheren Stockwerken zu sehen.

In den zahlreichen historischen Altstädten Niederösterreichs, Böhmens, Mährens, Oberungarns, Westungarns und Siebenbürgens sind Stadthäuser mit städtisch-geschlossener Fassade, Toreinfahrt und L-förmig angebautem Hinterhaus, die ebenfalls manchmal als Zwerchhöfe bezeichnet werden, bis heute sehr häufig, weil auch die Stadthäuser auf rechteckigen „Handtuchparzellen“ errichtet wurden. Diese städtischen Entsprechungen der Zwerchhöfe werden auch „Seitenflügelhäuser“ genannt. Eine Weiterentwicklung sind „Gassenfronthäuser“, bei denen der komplette Grundriss von Fronthaus, Hinterhaus und Hinterhof sehr weit in die Tiefe überbaut sind. Im Unterschied sind diese Stadthäuser mitunter deutlich älter als dörfliche Zwerchhöfe, wurden schon im 16./17. Jahrhundert, teilweise sogar im Spätmittelalter errichtet. Laubengänge an den Hinterhöfen, auch in mehreren Etagen, sind schon seit der Epoche der Gotik (in den Regionen etwa 1250–nach 1500) erhalten, noch bevor umlaufende Laubengänge und Balkone in der Renaissance zum bekannten Stilelement wurden. Viele Volkskundler gehen davon aus, dass der dörfliche Übergang von Streckhöfen zu Zwerchhöfen, oft sogar Gassenfronthäusern, im 17./18. Jahrhundert eine soziale Übernahme der Vorbilder städtisch-geschlossener Fassaden war, bei der wohlhabendere Winzer und Großbauern Vorreiter waren. In den erwähnten Regionen waren in der Frühen Neuzeit freie Bauern ebenfalls ein bedeutender Teil der Stadtbürgerschaften (Ackerbürger), besonders in den kleineren Ackerstädten.
In den Städten entwickelte sich in der Manufakturzeit des Absolutismus Mitte 17.–Mitte 19. Jahrhundert, als einige Städte zu Großstädten wurden und große Mietshäuser (österreichisch: „Zinshäuser“) häufig wurden, aus der Tradition städtischer Zwerchhöfe/Seitenflügelhäuser die böhmisch-österreichisch-ungarische Tradition der oft L-förmig, seltener U-förmig gebauten Pawlatschenhäuser, die beispielsweise in Wien, Brünn, Prag, Graz, Bratislava, Budapest oder Ljubljana noch häufiger vorkommen. Um die nicht optimale Platznutzung auszugleichen – viele Hinterhäuser enden in ungenutzten Freiflächen – wurde die Zahl der Stockwerke erhöht und Zugangsbalkone/Laubengänge (tschechisch pavlač=Gang/Zugang) zu den Hinterhäusern in allen Etagen eingeführt. Erst mit der Modernisierung des Katasterwesens vieler Städte im 19. Jahrhundert zu weniger schmal parzellierten Grundstücken wurden Pawlatschenhäuser schrittweise von oft repräsentativer gestalteten Wohnhöfen (Arbeiter-Hinterhöfe waren in der Architektur Österreich-Ungarns verglichen mit dem Deutschen Kaiserreich selten) mit „Stiegenhäusern“ (d. h. eine Stiege/Treppenhaus pro Zinshaus) zurückgedrängt. Die Stadt Wien verbot den Neubau dieser engen Bebauung ohne Feuertreppen zwischen den Pawlatschen nach einem Brand der Ringstraße 1881, in noch nicht eingemeindeten Vorstädten und anderen Städten wurden sie aber noch etwas länger gebaut. Die engen, teils bereits als Element sozialen Wohnens konzipierten, im 20. Jahrhundert oft baufälligen Pawlatschenhäuser entwickelten sich zu Wohngebieten unterer Einkommensgruppen und umgangssprachlich wurde „Pawlatsche“ auch zum Synonym eines baufälligen Hauses. Erst mit den postmodernen Stadtsanierungen ab den 1970er Jahren entwickelten sie sich zur beliebten, begrünten Wohnlage und Spielort improvisierter „Pawlatschentheater“ mit dem Publikum auf den Pawlatschen. Schon Egon Erwin Kisch beschrieb im „Marktplatz der Sensationen“ den Scherenschleifer „der blinde Methodius“, der seinem meist weiblichen Pawlatschenpublikum in Prager Hinterhöfen Bänkelgesänge in tschechischer Sprache zu aktuellen Ereignissen und Kriminalfällen vortrug.